# USS Christopher (DE-100)
USS Christopher (DE-100) là một tàu hộ tống khu trục lớp Cannon từng phục vụ cùng Hải quân Hoa Kỳ trong Chiến tranh Thế giới thứ hai. Nó là chiếc tàu chiến duy nhất của Hải quân Hoa Kỳ được đặt theo tên Thiếu úy Hải quân Harold Jensen Christopher (1919-1941), người từng phục vụ trên thiết giáp hạm Nevada, đã tử trận trong vụ tấn công Trân Châu Cảng ngày 7 tháng 12, 1941 và được truy tặng Huân chương Chữ thập Hải quân. Nó đã hoạt động trong chiến tranh tại Đại Tây Dương cho đến tháng 12, 1944, khi nó được chuyển cho Hải quân Brazil và tiếp tục phục vụ như là chiếc Benevente (D-20) cho đến năm 1964. Con tàu bị tháo dỡ sau đó.

## Thiết kế và chế tạo
Lớp Cannon có thiết kế hầu như tương tự với lớp Buckley dẫn trước; khác biệt chủ yếu là ở hệ thống động lực Kiểu DET (diesel electric tandem). Các động cơ diesel đặt nối tiếp nhau dẫn động máy phát điện để cung cấp điện năng quay trục chân vịt cho con tàu. Động cơ diesel có ưu thế về hiệu suất sử dụng nhiên liệu, giúp cho lớp Cannon cải thiện được tầm xa hoạt động, nhưng đánh đổi lấy tốc độ chậm hơn.
Vũ khí trang bị bao gồm ba pháo 3 in (76 mm)/50 cal trên tháp pháo nòng đơn có thể đối hạm hoặc phòng không, một khẩu đội pháo phòng không Bofors 40 mm nòng đôi và tám pháo phòng không Oerlikon 20 mm. Vũ khí chống ngầm bao gồm một dàn súng cối chống tàu ngầm Hedgehog Mk. 10 (có 24 nòng và mang theo 144 quả đạn); hai đường ray Mk. 9 và tám máy phóng K3 Mk. 6 để thả mìn sâu. Con tàu vẫn giữ lại ba ống phóng ngư lôi Mark 15 21 inch (533 mm). Thủy thủ đoàn đầy đủ bao gồm 15 sĩ quan và 201 thủy thủ.
Christopher được đặt lườn tại xưởng tàu của hãng Dravo Corporation ở Wilmington, Delaware vào ngày 7 tháng 12, 1942. Nó được hạ thủy vào ngày 19 tháng 6, 1943, được đỡ đầu bởi bà Carl Christopher, mẹ Thiếu úy Christopher, và nhập biên chế cùng Hải quân Hoa Kỳ vào ngày 23 tháng 10, 1943 dưới quyền chỉ huy của Hạm trưởng, Đại úy Hải quân Archer W. P. Trench.

## Lịch sử hoạt động

### USSChristopher
Trình diện để phục vụ cùng Hạm đội Đại Tây Dương, Christopher rời Philadelphia, Pennsylvania vào ngày 25 tháng 12, 1943 để đi Trinidad và Brazil, nơi nó làm nhiệm vụ hộ tống vận tải từ khu vực Tây Ấn đến Nam Mỹ đồng thời hộ tống bảo vệ các tàu tuần dương trong các chuyến đi chạy thử máy huấn luyện tại vùng biển Caribe. Từ ngày 16 tháng 1 đến ngày 11 tháng 2, 1944, nó khởi hành từ Montevideo, Uruguay để hộ tống bảo vệ cho chiếc tàu rải cáp CS Cambria làm nhiệm vụ sửa chữa cáp điện tín xuyên Đại Tây Dương bị hỏng.

### Benevente(D20)

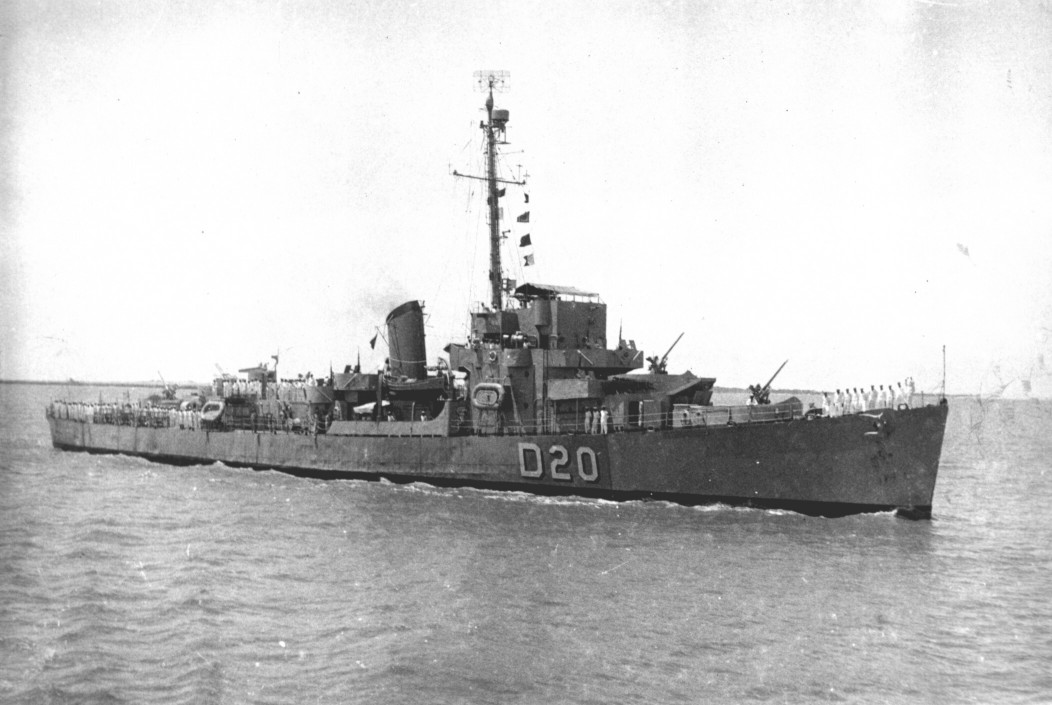
tàu hộ tống khu trục Benevente (D-20) phục vụ cùng Hải quân Brasil.

Kết thúc nhiệm vụ hộ tống vận tải, Christopher đi đến Natal, Brazil nơi nó bắt đầu huấn luyện vận hành cho một thủy thủ đoàn người Brasil. Con tàu được chính thức xuất biên chế và chuyển cho Brazil tại Natal vào ngày 19 tháng 12, 1944 theo Chương trình Cho thuê-Cho mượn (Lend-Lease), và phục vụ cùng Hải quân Brasil như là chiếc Benevente (D-20). Tên nó được cho rút khỏi danh sách Đăng bạ Hải quân Hoa Kỳ vào ngày 30 tháng 6, 1953 và tiếp tục được Brazil sử dụng theo Chương trình Viện trợ Quân sự. Con tàu ngừng hoạt động và bị tháo dỡ vào năm 1964.

## Phần thưởng
Nguồn: Navsource Naval History
|  |  |

| Huân chương Chiến dịch Hoa Kỳ | Huân chương Chiến thắng Thế Chiến II |